# Jiřice, Pelhřimov
Jiřice là một làng thuộc huyện Pelhřimov, vùng Vysočina, Cộng hòa Séc.